# Giovanni Felder
Giovanni Felder, né le 18 novembre 1958, est un mathématicien et physicien suisse, professeur à l'École polytechnique fédérale de Zurich.

## Biographie
Après une scolarité à Lugano et à Willisau, Giovanni Felder étudie à l'École polytechnique fédérale de Zurich (EPFZ), où il obtient un doctorat en 1986 sous la supervision de Jürg Fröhlich (et Konrad Osterwalder) (Renormalization Group, Tree Expansion, and Non-renormalizable Quantum Field Theories). Il est, de 1986 à 1988, chercheur postdoctoral à l’Institut des hautes études scientifiques (IHES). Il séjourne à l'Institute for Advanced Study (1988-1989), il est maître-assistant à l'EPFZ (1989-1991) puis professeur assistant de mathématiques à l'EPFZ (1991-1994). De 1994 à 1996 il est professeur de mathématiques à l'université de Caroline du Nord. Depuis 1996, il est professeur titulaire de mathématiques à l'EPFZ, et depuis 2013 il est directeur de l'Institute for Theoretical Studies de l'EPFZ,.

## Travaux
L'activité de recherche de Giovanni Felder concerne des problèmes mathématiques qui sont motivés par des idées physiques. Il étudie les propriétés algébriques et géométriques des modèles intégrables de la mécanique statistique et de la théorie quantique des champs.
Dans les années 1980 Giovanni Felder travaille, avec Krzysztof Gawędzki et Antti Kupiainen, sur la géométrie du modèle de Wess-Zumino-Novikov-Witten en théorie conforme des champs et ultérieurement entre autres sur divers modèles intégrables de physique mathématique (théorie quantique des champs et mécanique statistique) et sur les fonctions spéciales qui y interviennent, (comme la fonction gamma elliptique, une généralisation de la fonction gamma corrélée aux courbes elliptiques) et les symétries (comme les groupes quantiques elliptiques) et la quantification de déformations. Avec Alberto Cattaneo il a donné une interprétation de la formule de quantification des variétés de Poisson de Maxime Kontsevitch, développée avec Lorenzo Tomassini en 2002. Il collabore entre autres avec Alexandre Varchenko,.
Le rôle scientifique de Giovanni Felder est attesté dans l'introduction du livre Factorization Algebras in Quantum Field Theory de Kevin Costello et Owen Gwilliam : « In particular, it should be clear how much Albert Schwarz and Maxim Kontsevich shaped
our views and our approach by their vision and by their results, and how much we gained
from engaging with the work of Alberto Cattaneo, Giovanni Felder, and Andrei Losev. ».

## Nominations et distinctions
En 1994, Giovanni Felder est conférencier invité au Congrès international des mathématiciens de Zurich (Conformal field theory and integrable systems associated to elliptic curves),. Il est Fellow de l'American Mathematical Society. En 2012 il est élu membre ordinaire de l'Academia Europaea.
Parmi ses anciens élèves, il y a Thomas Willwacher.